# حسین زرینی
حسین زرینی (زاده ۲۹ خرداد ۱۳۰۹) وزنه‌بردار اهل ایران بوده است.
وی در بازی‌های المپیک تابستانی ۱۹۵۶ در وزن Featherweight شرکت کرده و با مهار وزنه ۹۲.۵ کیلوگرم در یک‌ضرب و ۱۲۰ کیلوگرم در دو دوضرب در رده سیزدهم قرار گرفته است